# داویت آمالیان
داویت وارطانی آمالیان (ارمنی: Դավիթ Վարդանի Ամալյան؛  زادهٔ ۱ فوریهٔ ۱۹۷۴) خواننده، آهنگساز اهل ارمنستان است.

## زندگی‌نامه
وی در ۱ فوریه ۱۹۷۴ در ایروان به دنیا آمد و از کالج دولتی موسیقایی آرنو باباجانیان (۱۹۹۳) و کنسرواتوار دولتی کومیتاس ایروان (۱۹۹۸) فارغ‌التحصیل گشت. همچنین برندهٔ جوایزی همچون هنرمند افتخاری جمهوری ارمنستان و مدال گارگین نژده شده‌است.